# Diphya macrophthalma
Espèce
Synonymes
- Diphya crassipes Nicolet, 1849
- Diphya brevipes Nicolet, 1849
- Diphya longipes Nicolet, 1849

Diphya macrophthalma est une espèce d'araignées aranéomorphes de la famille des Tetragnathidae.

## Distribution
Cette espèce est endémique du Chili.

## Publication originale
- Nicolet, 1849 : Aracnidos. Historia física y política de Chile. Zoología, vol. 3, p. 319-543.